# Лесное (Прохладненский район)
Лесно́е — село в Прохладненском районе Кабардино-Балкарской Республики. Входит в состав муниципального образования Сельское поселение Учебное.

## География
Село расположено в центральной части Прохладненского района, на правом берегу реки Малка. Находится в 5 км к юго-западу от сельского центра — села Учебное, в 11 км к западу от районного центра Прохладный и в 75 км к северо-востоку от города Нальчик (по дороге).
Граничит с землями населённых пунктов: Солдатская на севере, Учебное на востоке, Янтарное на юге и Черниговское на юго-западе.
Населённый пункт расположен на наклонной Кабардинской равнины, в равнинной зоне республики. Средние высоты на территории села составляют около 260 метров над уровнем моря. Рельеф местности представляет собой в основном волнистые равнины с незначительным уклоном с юго-запада на северо-восток, без резких колебаний относительных высот. Вдоль долины реки Малка тянутся бугристые возвышенности с балками и понижениями, занятые смешанным приречным лесом.
Гидрографическая сеть представлена в основном рекой Малка, к северу от села проходит Прохладненский канал.
Климат влажный умеренный, с тёплым летом и прохладной зимой. Среднегодовая температура воздуха положительная и составляет +11,0°С. Средняя температура воздуха в июле достигает +24,0°С, в января составляет -2,0°С. Среднегодовое количество осадков составляет около 700 мм. Абсолютная среднегодовая влажность воздуха составляет 9,5—9,7 мм. Важнейшими климатообразующими факторами являются: с одной стороны близость высоких гор с обширными пространствами ледников, а с другой – близость на северо-востоке засушливой Прикаспийской низменности.

## История
Посёлок Лесной был основан в 1963 году на базе подсобного хозяйства Ессентукское. 
В 1966 году был создан совхоз «Птицесовхоз». С тех пор, основным направлением хозяйства села является выращивание птицы, для обеспечения воинских частей на территории Северо-Кавказского Округа.
В 1968 году посёлок включён в состав новообразованного Учебненского сельского совета.

## Население
| 2002 | 2010 | 2021 |
| ---- | ---- | ---- |
| 918  | ↘850 | ↗894 |

За межпереписной период (с 2010 по 2021 год) население села увеличилось на 44 чел. (+ 5,18 %).
Национальный состав
По данным Всероссийской переписи населения 2021 года:
| Народ                | Численность, чел. | Доля от всего населения, % | Доля от указавших нац-ть, % |
| -------------------- | ----------------- | -------------------------- | --------------------------- |
| русские              | 320               | 35,79 %                    | 88,89 %                     |
| кумыки               | 25                | 2,80 %                     | 6,94 %                      |
| кабардинцы (черкесы) | 9                 | 1,01 %                     | 2,50 %                      |
| другие               | 6                 | 0,67 %                     | 1,67 %                      |
| нет / не указано     | 534               | 59,73 %                    | -                           |
| всего                | 894               | 100 %                      | 100 %                       |

Половозрастной состав
По данным Всероссийской переписи населения 2010 года:
| Возраст     | Мужчины, чел. | Женщины, чел. | Общая численность, чел. | Доля от всего населения, % |
| ----------- | ------------- | ------------- | ----------------------- | -------------------------- |
| 0 — 14 лет  | 87            | 77            | 164                     | 19,29 %                    |
| 15 — 59 лет | 262           | 297           | 559                     | 65,77 %                    |
| от 60 лет   | 44            | 83            | 127                     | 14,94 %                    |
| Всего       | 393           | 457           | 850                     | 100 %                      |

Мужчины — 393 чел. (46,24 %). Женщины — 457 чел. (53,76 %).
Средний возраст населения — 35,4 лет. Медианный возраст населения — 34,1 лет.
Средний возраст мужчин — 32,6 лет. Медианный возраст мужчин — 31,4 лет.
Средний возраст женщин — 37,8 лет. Медианный возраст женщин — 36,3 лет.

## Образование
- Средняя общеобразовательная школа — ул. Ивановского, 5.
- Начальная школа Детский сад — ул. Ивановского, 28.

## Здравоохранение
- Фельдшерско-акушерский пункт — ул. Ивановского, 16.

## Культура
МУК «МКДК села Лесное» — ул. Ивановского, 13.

## Экономика
Основную роль в экономике села играют птицеводство, а также выращивания зерновых и зернобобовых культур.

## Улицы
На территории села зарегистрировано 6 улиц и 4 переулка:
Улицы
| Ивановская |
| Кавказская |

| Лесная |
| Новая  |

| Пролетарское |
| Свободы      |

Переулки
| 1 мая   |
| Весёлый |

| Почтовый |

| Речной |